# Saint-Martial-de-Vitaterne
Saint-Martial-de-Vitaterne ist eine französische Gemeinde mit 549 Einwohnern (Stand: 1. Januar 2022) im Département Charente-Maritime in der Region Nouvelle-Aquitaine (vor 2016 Poitou-Charentes); sie gehört zum Arrondissement Jonzac und zum Kanton Jonzac. Die Einwohner werden Saint-Martialais genannt.

## Geographie
Saint-Martial-de-Vitaterne liegt etwa 75 Kilometer nordnordöstlich von Bordeaux. Umgeben wird Saint-Martial-de-Vitaterne von den Nachbargemeinden Saint-Germain-de-Lusignan im Norden, Westen und Osten sowie Jonzac im Süden.

## Bevölkerungsentwicklung
| Jahr                       | 1962 | 1968 | 1975 | 1982 | 1990 | 1999 | 2006 | 2017 |
| Einwohner                  | 183  | 200  | 442  | 503  | 419  | 358  | 446  | 548  |
| Quellen: Cassini und INSEE |      |      |      |      |      |      |      |      |

## Sehenswürdigkeiten
- Kirche Saint-Martial

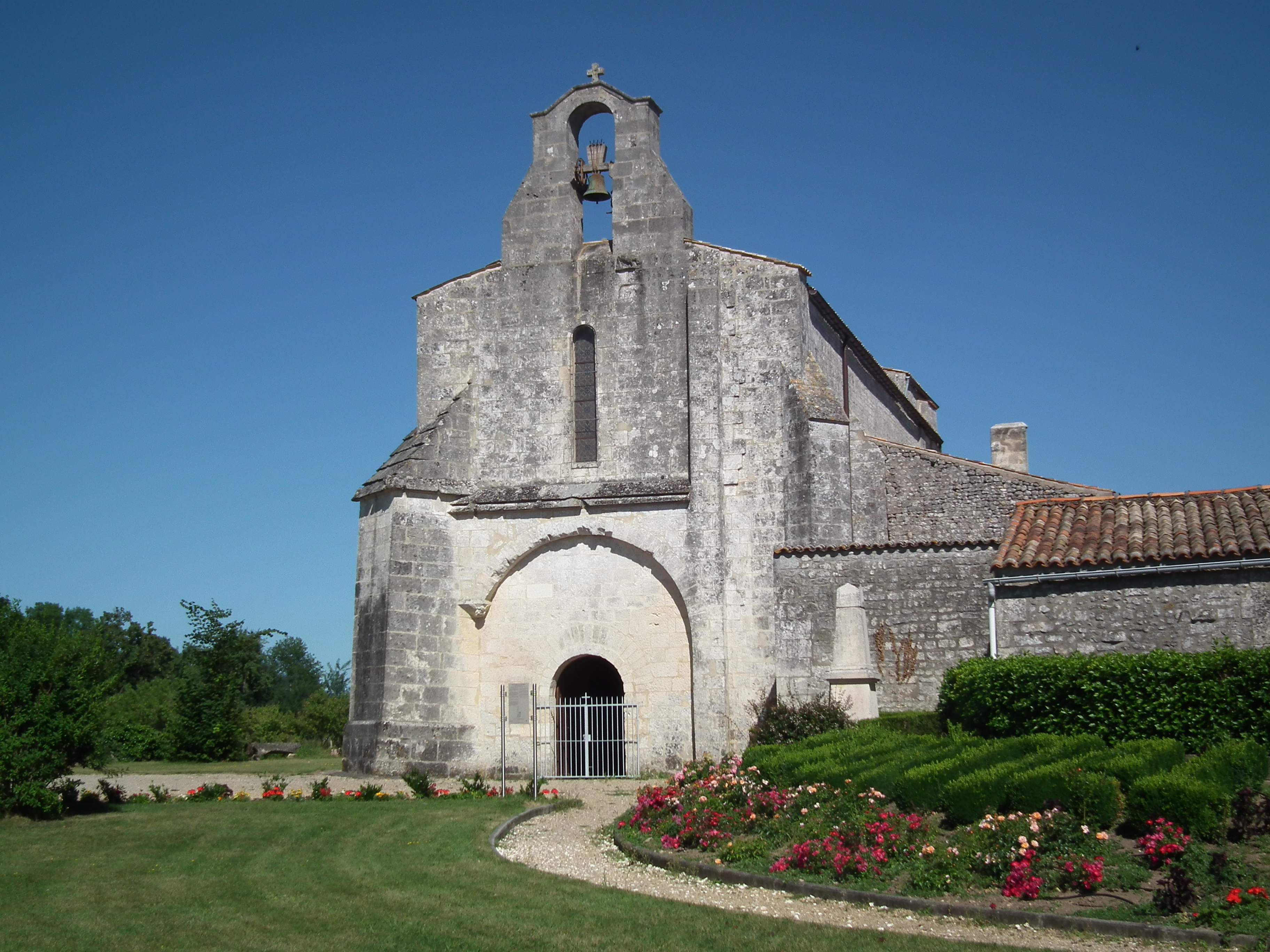
Kirche Saint-Martial

Siehe auch: Liste der Monuments historiques in Saint-Martial-de-Vitaterne